# إلغن ماكان
إلغن ماكان هو لاعب هوكي الجليد كندي، ولد في 2 يوليو 1946 في فانكوفر في كندا.

## وصلات خارجية
- إلغن ماكان على موقع EliteProspects.com (الإنجليزية)
- إلغن ماكان على موقع HockeyDB.com (الإنجليزية)